# Чудесный лес
«Чуде́сный лес» (хорв. Čudesna Šuma) — полнометражный анимационный фильм 1986 года, работа хорватского аниматора Милана Блажековича. Один из наиболее известных мультфильмов, произведённых в Югославии. Выпущен югославской компанией «Croatia films» и американской «Fantasy Forest». Был также переведён на русский язык и показан в СССР.
Мультфильм является экранизацией детской книги хорватской писательницы Сунчаны Шкриньярич. В 1990 году было снято продолжение — «Шляпа чародея».

## Сюжет
Художник Палитра приходит в живописный лес, чтобы порисовать пейзажи. Решив передохнуть, он засыпает под Волшебным Дубом, который временно наделяет его даром понимать язык лесных обитателей, а его кисти — особой силой. Вскоре от своих новых друзей-зверей он узнаёт, что в этом лесу только на первый взгляд всё мирно и спокойно, но на самом деле всех его жителей терроризируют жестокий и коварный царь Кактус и его армия марширующих алебард.
Тем временем сам Кактус узнаёт о прибытии Палитры в лес, а также о том, что, согласно предсказанию вещего Репья, благодаря художнику он потеряет свою власть. К тому же, Кактус боится дружбы Палитры  с бобром Острозубом - ведь зубы бобров могу размолоть и кактусы! Кактус даже само слово  "бобёр"  опасается произносить вслух. Решив во что бы то ни стало избавиться от человека, Кактус сначала приглашает его на обед к себе в замок. Но, по совету семейства ежей, художник не приходит туда. Тогда злой царь решает погубить лес, а вместе с ним и всех, кто ему угрожает. Он посылает армию алебард и своим коварством заставляет рассердиться сначала Огня, что приводит к лесному пожару, а затем Водяного, который устраивает наводнение.
Однако все его попытки проваливаются благодаря действиям художника и его новых друзей —трактирщика- бобра Острозуба, семейства ежей, медведя-ветерана тяжёлой атлетики Матэ и лисицы Лили, а также силе волшебной кисти. Тогда Кактус решает просто перемолоть весь лес при помощи своей жуткой гигантской машины. Палитра же узнаёт, что у них осталась только одна ночь, потому что к утру волшебство потеряет свою силу, и уже ничего не сможет спасти Чудесный лес.
Они встречают придворного чародея Палочку, который сам очень боится своего повелителя, и узнают от него секрет: Кактус злой, потому что никогда не цвёл. При помощи чародея друзья изготавливают зелье, выпив которое, император расцветёт. Самого же Палочку похищают алебарды. Времени остаётся немного — ведь скоро закончится волшебство, машина будет пущена в ход, а чародея казнит имперский палач — огромный железный человек, похожий на робота,он же изобретатель адской машины. Но благодаря храбрым и слаженным действиям,друзьям  удаётся спасти чародея, проникнуть в замок и напоить Кактуса зельем.
Кактус расцветает и от этого становится добрым,адская машина превращается в весёлую карусель, а в лес снова возвращаются мир и согласие.Царь перестаёт бояться бобров , позволив им,изгнанным из лесу,вернуться домой - среди них и очаровательная бобриха, ставшая избранницей  трактирщика. Но волшебство закончилось, Палитра утратил дар понимать язык зверей,и художнику пора расставаться с друзьями.

## Прокат
По итогам опроса читателей журнала «Советский экран», «Чудесный лес» занял пятое место среди фильмов из соцстран, которые были показаны в СССР в 1989 году.